# Емельяненко, Константин Викторович
Константин Викторович Емельяненко (1922 — 23 ноября 1943) — участник Великой Отечественной войны, командир отделения 313-го гвардейского стрелкового полка 110-й гвардейской стрелковой дивизии 32-го гвардейского стрелкового корпуса 5-й гвардейской армии 2-го Украинского фронт, гвардии рядовой. Закрыл своим телом амбразуру пулемёта.

## Биография
Родился в 1922 году в селе Погребы Глобинской волости, Кременчугского уезда, (Полтавская губерния, УССР (ныне — Глобинский район Полтавской области, Украина) в семье учителя. В 1933 году вместе с семьёй переехал в Кременчуг. С 1936 по 1941 год учился в средней школе № 6 имени А. Горького (ныне средняя школа № 13 Кременчуга).
Во время оккупации Емельяненко был членом подпольной патриотической организации Н. Ромашкина — И. Лисненко.
В 1943 году, после освобождения Кременчуга (29 сентября 1943 года), был призван в РККА, зачислен в состав 110-й гвардейской стрелковой дивизии, назначен командиром отделения. 23 ноября 1943 года, дивизия, освободив Кременчуг, участвовала в Знаменской операции. К тому времени дивизия, преодолевая ожесточённое сопротивление противника на плацдарме за Днепром, продвинулась всего лишь менее чем на 20 километров от Кременчуга. Во время боя за село Павлыш гвардии рядовой Емельяненко закрыл своим телом амбразуру пулемёта.
Подвиг гвардии рядового Емельяненко остался не отмеченным государственными наградами.

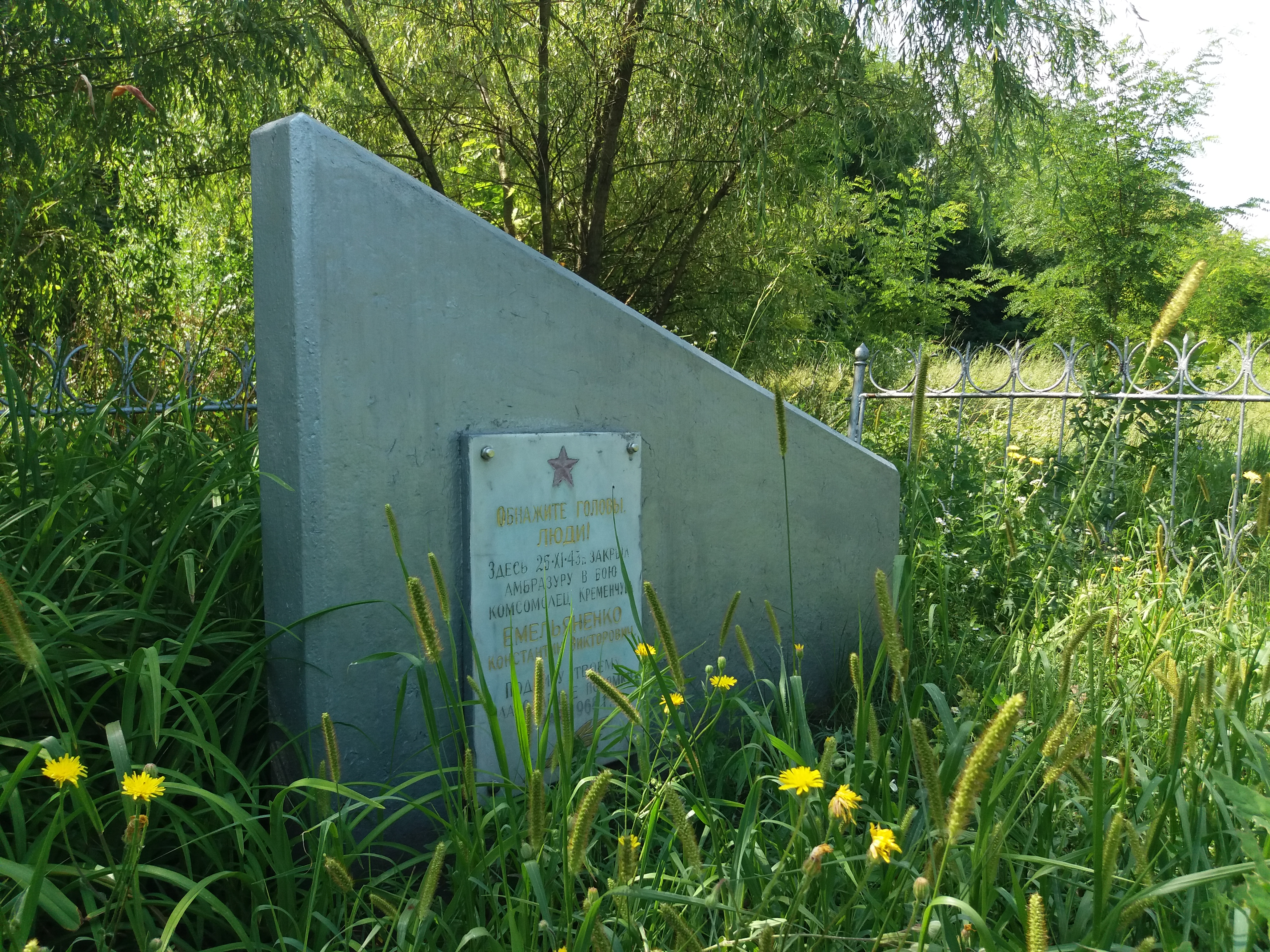
Памятник на месте подвига Емельяненко

Был похоронен на северном скате высоты близ села Васильевка, рядом с селом Павлыш Онуфриевского района, Кировоградской области (ныне — посёлок городского типа Павлыш, Украина). В дальнейшем останки были перенесены в братскую могилу возле дома культуры посёлка Павлыш. 9 мая 1968 года на месте совершения подвига гвардии рядового Емельяненко был открыт памятник, а в 1989 году на углу здания 13-й школы г. Кременчуга установлена мемориальная доска (на сегодняшний день утрачена).